# Albert de Käfernburg
Albert de Käfernburg (né vers 1170 et mort le 15 octobre 1232 à Cividale del Friuli, enterré à la cathédrale de Magdebourg) est un prélat allemand du Moyen Âge. Il est le dix-huitième archevêque de Magdebourg. Il appartient à la famille des comtes de Kevernburg (ou Käfernburg), originaires de Thuringe, étant le fils de Gunther III de Käfernburg et de son épouse née comtesse Agnès de Sarrebruck.

## Biographie

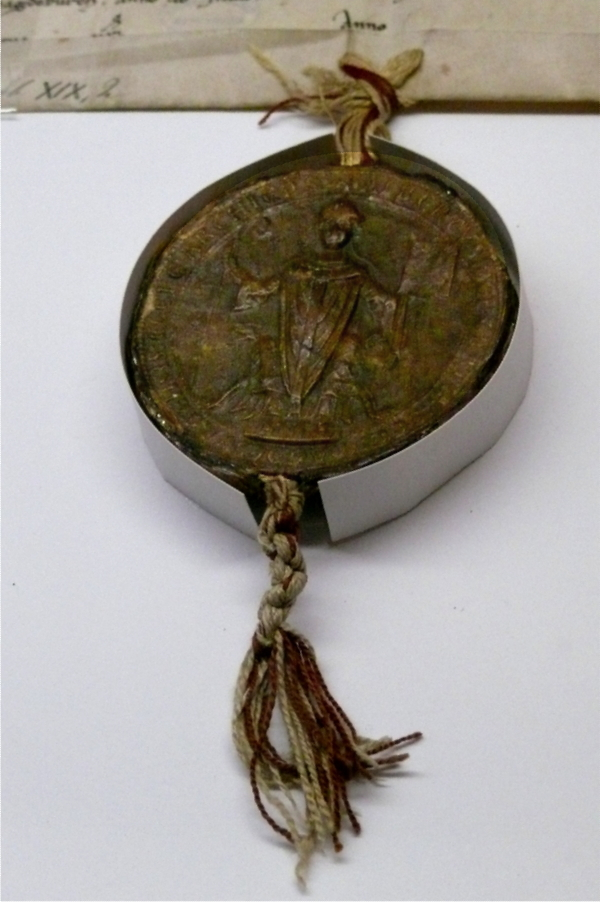
Sceau d'Albert de Käfernburg.

Il poursuit ses études à la prestigieuse école cathédrale de Hildesheim, puis étudie à la Sorbonne à Paris et enfin à Bologne.
Il est fait prévôt de l'abbaye Sainte-Marie aux Marches de Mayence en 1200 par Innocent III. Après avoir pris le parti du roi Philippe de Souabe et des Staufen, il est nommé archevêque de Magdebourg à l'automne 1205, mais il est sacré avec retard par le pape en décembre 1206, à Rome, à cause de ses prises de parti. Il fait son entrée à Magdebourg, le dimanche des Rameaux 1207. Quelques jours plus tard, la cathédrale est détruite par un incendie le Vendredi saint, ainsi que la plus grande partie de la ville.
C'est donc sous son règne qu'est rebâtie la nouvelle cathédrale de Magdebourg, dont il bénit la première pierre en 1208, et c'est lui qui importe de France le style gothique, alors inconnu en Allemagne. La cathédrale est terminée cent cinquante-six années plus tard. Il fait reconstruire également la ville
Après l'assassinat de Philippe de Souabe en juillet 1208, Albert prend le parti du guelfe Othon IV (gendre et rival de Philippe de Souabe) et l'accompagne en Italie en 1209, pour le faire couronner par le pape le 4 octobre. Au retour, Othon s'empare d'Ancône et de Spolète qui faisaient partie des territoires pontificaux. Alors qu'il s'embarque pour la Sicile, le pape Innocent III l'excommunie, le 18 novembre 1210. Cela signifie aussi que le pape délie les vassaux d'Othon de leur allégeance à son égard. Albert, qui avait obtenu de nombreux privilèges d'Othon pour sa ville, hésite à publier la bulle d'excommunication dans son archidiocèse pour la rendre effective. Finalement, il le fait avec retard et dès lors prend le parti de Frédéric II.
Othon IV rentre en Allemagne en 1212 et se met à défier le pouvoir pontifical. Il perd les insignes impériaux après avoir été vaincu à la bataille de Bouvines en 1214. La lutte entre le pouvoir impérial et la papauté va durer pendant des générations. Albert est nommé légat pontifical en mars 1212 pour toute l'Allemagne. Il mène une ambassade en Italie en 1222 et 1224. Il est fait comte de Romagne et représentant de l'empereur Frédéric II pour l'Italie du Nord, de 1223 à sa mort.
Il fait venir à Magdebourg les dominicains (1224) et les franciscains (1225) et fonde un couvent féminin sous le vocable de Marie-Madeleine. Albert qui avait passé la plus grande partie de ses dernières années en Italie depuis 1222, pour tenter d'apaiser la lutte entre le pouvoir impérial et la papauté, meurt en 1232.